# Cineraria tomentosolanatus
Cineraria tomentosolanatus là một loài thực vật có hoa trong họ Cúc. Loài này được Govaerts mô tả khoa học đầu tiên.